# Venado de Cola Negra
Existen dos variedades de venado de cola negra que habitan los bosques costeros del noroeste del Pacífico de América del Norte, que son subespecies del venado bura (Odocoileus hemionus). A veces se los ha clasificado como una especie separada, pero prácticamente todas las autoridades recientes sostienen que son subespecies.
El venado de cola negra de Columbia ( Odocoileus hemionus columbianus ) se encuentra en el oeste de América del Norte, desde el norte de California hasta el noroeste del Pacífico de los Estados Unidos y la costa de Columbia Británica en Canadá. El venado de cola negra de la isla de Sitka ( O. h. sitkensis ) se encuentra en la costa de Columbia Británica, el sureste de Alaska y el centro sur de Alaska (hasta la isla Kodiak ).

## Distribución
El venado de cola negra vive a lo largo de la costa del Pacífico, desde el noroeste de California hasta el sureste de Alaska. Al este de las cordilleras Cascade y Sierra Nevada en Oregón y California, la población de venados de cola negra es reemplazada por venados bura que tienen un patrón de cola diferente. 
En algunos condados del norte de California, incluidos Siskiyou, Tehama, Shasta y Plumas (entre varios otros), se pueden encontrar dos o tres subespecies de venado de cola negra con áreas de distribución superpuestas. Dentro del condado de Siskiyou, un condado centro-norte en la frontera entre California y Oregón, se pueden encontrar poblaciones de venado cola negra colombiano en la mayor parte del condado. Sin embargo, el área de distribución de esta población de ciervos comienza a superponerse con la subespecie de las Montañas Rocosas (así como con el venado bura de las Montañas Rocosas ), en la zona central y oriental del condado.
El venado de cola negra es actualmente común en California y se extiende hasta el sur de San Luis Obispo y el condado de Santa Bárbara; al norte hasta el oeste de Oregón, Washington y la costa y el interior de Columbia Británica; y al norte hasta la península de Alaska. Es un animal de caza muy popular.

## Taxonomía
Los científicos lo clasifican como una subespecie del venado bura ( O. hemionus ). Estrictamente hablando, el grupo de los venados de cola negra consta de dos subespecies, ya que también incluye a O. h. sitkensis (el ciervo de Sitka). A pesar de esto, el ADNmt del venado de cola blanca y del venado bura es similar, pero difiere del del venado de cola negra. Esto puede ser el resultado de la introgresión, aunque los híbridos entre el venado bura y el venado de cola blanca son raros en la naturaleza (aparentemente más comunes localmente en el oeste de Texas ), y la tasa de supervivencia de los híbridos es baja incluso en cautiverio.

## Ecología
Estas dos subespecies se desarrollan en los bordes de zonas boscosas, ya que el bosque oscuro carece de suficiente maleza y pastizales que los ciervos necesitan como alimento, mientras que las áreas completamente abiertas carecen de los escondites y la cobertura que prefieren para las inclemencias del tiempo. Una de las plantas que ramonea el venado de cola negra es el roble venenoso occidental, a pesar de su contenido irritante.  
Este ciervo suele ser más activo al amanecer y al anochecer, y con frecuencia se ve involucrado en colisiones con automóviles.

## Dieta y reproducción

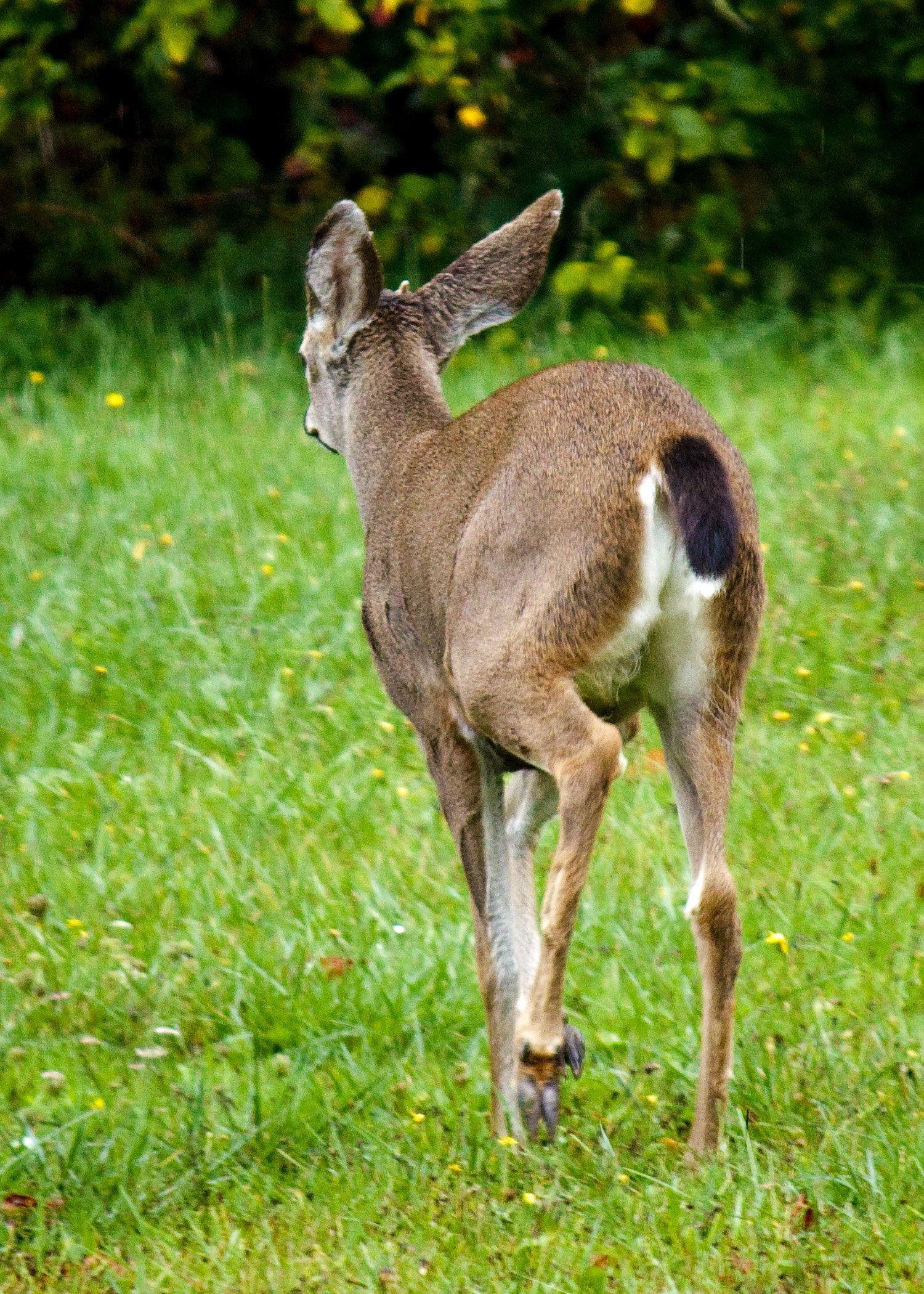
Cola negra característica

Los ciervos son rumiantes. Durante el invierno y principios de la primavera, se alimentan de abeto, cedro rojo, arándano rojo, helecho y líquenes que crecen en los árboles. Desde finales de la primavera hasta el otoño, consumen pastos, moras, manzanas, y hierbas diversas. 
La época de celo ocurre durante noviembre hasta inicios de diciembre. Se pueden observar machos corriendo de un lado a otro por las carreteras en busca de hembras. Después del celo, los machos tienden a esconderse y descansar, a menudo curando sus heridas. Sufren roturas de astas y han perdido peso. Dejan caer sus astas entre enero y marzo. Las astas en el suelo del bosque proporcionan una fuente de calcio y otros nutrientes a otros habitantes del bosque. A los dólares les vuelven a crecer las astas desde abril hasta agosto.[cita requerida]
El período de gestación dura entre 6 a 7 meses y las crías nacen a finales de mayo y principios de junio. Los gemelos son comunes, aunque las crías suelen tener sólo un cervatillo. También pueden nacer trillizos. 
Los cervatillos pesan entre 2,7 kg y 4 kg y carecen de olor durante la primera semana más o menos. Esto permite a la madre dejar escondido al cervatillo mientras ella sale a buscar y reponer su cuerpo después de dar a luz. 
También debe comer lo suficiente para producir suficiente leche para alimentar a sus cervatillos. Aunque las hembras son excelentes madres, la tasa de mortalidad de los cervatos es del 45 al 70%. 
Los ciervos se comunican con la ayuda de olores y feromonas de varias glándulas ubicadas en la parte inferior de las patas. El metatarsiano (por fuera de la parte inferior de la pierna) produce un olor de alarma, el tarso (por dentro del corvejón) sirve para el reconocimiento mutuo y los interdigitales (entre los dedos) dejan un rastro de olor cuando los ciervos viajan. Los ciervos tienen una vista y un olfato excelentes. Sus grandes orejas pueden moverse independientemente una de otra y captar cualquier sonido inusual que pueda indicar peligro.